# Hannes Aigner
Pour les articles homonymes, voir Aigner.
Hannes Aigner, né le 19 mars 1989 à Augsbourg, est un kayakiste allemand pratiquant le slalom.

## Palmarès

### Jeux olympiques
- 2021 à Tokyo
  -  Médaille de bronze en K1

- 2012 à Londres
  -  Médaille de bronze en K1

### Championnats du monde de slalom
- Championnats du monde 2022 à  Augsbourg
  -  Médaille d'or en équipe 3xK1
- Championnats du monde 2018 à  Rio de Janeiro
  -  Médaille d'or en  K1
- Championnats du monde 2011 à  Bratislava
  -  Médaille d'or en équipe 3xK1
- Championnats du monde 2010 à  Tacen
  -  Médaille d'or en équipe 3xK1

### Championnats d'Europe de slalom
- 2025 à Vaires-sur-Marne  France
  -  Médaille d'or en K1 par équipes
- 2022 à Liptovský Mikuláš
  -  Médaille de bronze en K1 par équipes
- 2021 à Ivrée  Italie
  -  Médaille d'argent en K1 par équipes
- 2019 à Pau
  -  Médaille de bronze en K1 par équipes
- 2016 à Liptovský Mikuláš
  -  Médaille de bronze en K1
- 2015 à Markkleeberg
  -  Médaille d'or en K1 par équipes
- 2013 à Cracovie
  -  Médaille d'argent en K1 par équipes
- 2012 à Augsbourg
  -  Médaille d'argent en équipe 3xK1
  -  Médaille de bronze en K1
- 2010 à Bratislava
  -  Médaille d'argent en équipe 3xK1